# کینگ رام
رامین سیدامامی (زاده ۱۳ فروردین ۱۳۶۰) با نام هنری کینگ رام خواننده، نوازنده، پادکستر و آهنگساز ایرانی در سبک راک پست پانک است. او کار خود را به عنوان خواننده اصلی در گروه هایپرنوا (Hypernova) در تهران شروع کرد و سپس در سال ۱۳۸۵ همراه با دیگر اعضای گروه هایپرنوا به نیویورک رفت و در آنجا همراه با این گروه به صورت حرفه‌ای به اجرای موسیقی پرداخت. او بعدها با نام هنری کینگ رام به‌طور مستقل به کار موسیقایی خود ادامه داد.

## زندگی
کینگ رام در سال ۱۳۶۰ در بوشهر به دنیا آمد. او در کودکی همراه با خانواده به آمریکا رفت و تا ۱۰ سالگی در آنجا ماند. پس از چند سال به ایران بازگشت و در تهران ساکن شده و دوران دانش‌آموزی خود را در این شهر سپری کرد. او در سال ۷۷ بار دیگر ایران را ترک کرد و برای ادامه تحصیل به تورنتو و پس از آن به نیویورک رفت. پدرش، کاووس سیدامامی، جامعه‌شناس ایرانی بود.

## موسیقی

### هایپر نوا
هایپرنوا به عنوان یک گروه راک زیرزمینی در سال ۲۰۰۰ توسط رام و کامی در تهران به وجود آمد. کینگ رام همراه گروه هایپرنوا به اجرای برنامه‌های بسیاری در آمریکای شمالی پرداختند. همچنین تک‌آهنگ این گروه در بازی «راک بند ۳» استفاده شد، و در فستیوال «روز پنگی» که با حمایت گروه TED برگزار می‌شد اجرای زنده‌ای را روی صحنه برد. این گروه در نیویورک با آهنگ «جهانی» (۲۰۰۸) و آلبوم‌های «درون هرج و مرج» (به انگلیسی: Through the Chaos) (۲۰۱۰) و «استراتژی خروج» (به انگلیسی: Exit Strategy) (۲۰۱۱) به شهرت رسیدند. در بیشتر کارهای این دو آلبوم از ترانه‌های انگلیسی استفاده شده‌است که سرودهٔ خود کینگ رام هستند.

### کینگ رام
رام در پی موفقیت‌هایش به عنوان خواننده هایپرنوا تصمیم گرفت تا به‌طور مستقل به فعالیت موسیقی بپردازد.
او اولین آلبومش را با همکاری تارا آغداشلو و اسفند با نام آواز گرگ‌ها (به انگلیسی: Song of the Wolves) در سال ۲۰۱۱ منتشر کرد. آهنگ شکارچی (به انگلیسی: The Hunter) که اولین آهنگ او به زبان فارسی بود نام کینگ رام را بار دیگر در ایران به شهرت رساند. این آلبوم، آلبومی کاملاً شخصی و صادقانه بود که محتوای آن دربارهٔ عشق و فقدان بود. رام توانست افق‌های خوانندگی خودش را با خواندن به زبان مادری‌اش یعنی فارسی، گسترش دهد و این کار را با کمک شاعر ترانه‌هایش یعنی تارا آغداشلو انجام داد.
او آلبوم دوم خود را به نام کرکس (به انگلیسی: The Vulture) که به دو زبان فارسی و انگلیسی اجرا شده بود در سال ۲۰۱۴ منتشر نمود.
او آلبوم سوم خود را در ایران به‌طور رسمی به نام تا هزار و نمیدونم چند منتشر کرد که با اقبال فراوانی روبرو شد.

## بازگشت به ایران
کینگ رام در سال ۲۰۱۴ پس از نزدیک به دو دهه بار دیگر به ایران بازگشت تا در کشور خودش به فعالیت بپردازد. او در تئاتری از سجاد افشاریان تعدادی از آهنگ‌های خود را برای اولین بار در ایران اجرا کرد. او در سال ۲۰۱۸ و به دنبال مرگ مشکوک پدرش کاووس سیدامامی به همراه برادرش ایران را به مقصد تورنتو ترک کرد.

## پادکست مستی و راستی
کینگ رام در زمستان سال ۲۰۲۰، بر اساس ایدهٔ «ساخت پادکست با حضور مهمانانی که داوطلبانه مست در برابر مصاحبه‌کننده قرار می‌گیرند» ساخت پادکستی به نام «مستی و راستی» را آغاز کرد و قسمت‌های این پادکست را روی سایت خود و پلتفرم‌های ساوندکلاود، اسپاتیفای، اپل میوزیک،تلگرام و کست‌باکس و یوتیوب منتشر کرد. این پادکست با دربرداشتن موضوعاتی مانند مواد روان‌گردان و تجربه‌های مصرف‌کنندگان، موسیقی، مهاجرت، آموزش و پرورش، سینما، وقایع سیاسی روز و روان‌شناسی عمومی، حاصل گفتگوی کینگ رام با مهمانانی دعوت شده، مردم یا واگویه‌های شخصی اوست. از مهمانان این برنامه می‌توان به علی عظیمی، بابک پیامی، توکا و مانا نیستانی، آرش سبحانی، فرانک عمیدی، بهزاد عمرانی، جیسن شمس، صبا مقدمی، و عرفان پایدار و ریحانه پارسا اشاره کرد. برخی از قسمت‌های این پادکست بداهه بوده، برخی محتوای طنز دارند، و برخی دیگر با داشتن محتوایی جدی، به بازگویی خاطرات قربانیان آزار جنسی، مهاجران غیرقانونی، تجربیات فروشندگان مخدر، خط مشی فعالان حقوق زنان و… اختصاص دارند.